# Leptoclinides rigidus
Leptoclinides rigidus är en sjöpungsart som beskrevs av Kott 200. Leptoclinides rigidus ingår i släktet Leptoclinides och familjen Didemnidae. Inga underarter finns listade i Catalogue of Life.